# Wyrłycia
Wyrłycia (ukr. Вирлиця) – jedna ze stacji kijowskiego metra na linii Syrećko-Peczerśka. Została otwarta 3 lipca 2006. 
Jest to stacja z dwoma peronami krawędziowymi, przedzielona kolumnami między torami.